# Vahitahi (atolón)
Vahitahi es un atolón de las Tuamotu, en la Polinesia Francesa. Administrativamente es una comuna asociada a la comuna de Nukutavake. Está situado a 50 km al norte del atolón de Nukutavake.
Tiene una superficie total de 2,5 km², sin ningún paso navegable hacia la laguna interior. La villa principal es Mohitu (antes llamada Temanufaara). La población total era de 105 habitantes en el censo de 2012. Dispone de un aeródromo.

## Historia
Fue la primera isla que encontró en el Pacífico el francés Bougainville en 1768, en su viaje de circunnavegación. Le recordó el nombre de una famosa novela de la época: Les Quatre Facardins. El año siguiente también fue la primera isla que encontró el inglés James Cook en su primer viaje, además del primer atolón, y así lo llamó Lagoon Island.